# ژرژ کنتنو
ژرژ کنتنو یا ژورژ کنتنو (انگلیسی: Georges Contenau؛ ۹ آوریل ۱۸۷۷ – ۲۲ مارس ۱۹۶۴) باستان‌شناس، پزشک، نمایشگاه‌گردان، و استاد دانشگاه اهل فرانسه بود.
وی همچنین برندهٔ جوایزی همچون لژیون دونور (افسر) و لژیون دونور (شوالیه) شده‌است.
ژورژکنتنو دانشمند و باستان‌شناس از محلی به نام «آریا کاشن» در نزدیک رود جیحون سخن می‌گوید.